# 蒋秋桃
蒋秋桃（1966年—），湖南新宁人，汉族，中华人民共和国政治人物、第十二届全国人民代表大会湖南地区代表。
毕业于上海理工大学生物医学工程专业。加入中国农工民主党。2013年，担任全国人大代表。